# Євангеліє учительне

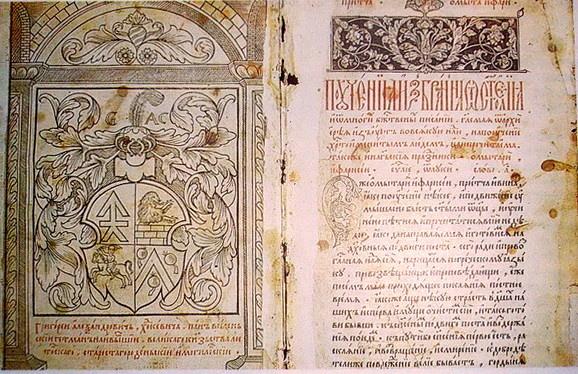
«Учительне євангелие» (1568-69) Івана Федорова и Петра Мстиславца

Євангеліє учительне — збірник проповідей на весь рік на теми євангельських притч, переважно рукописні. Написані староцерковнослов'янською мовою.

## Історія
Прототипом їх було церковнослов'янські учительні євангелія (преславського) єпископа Костянтина (894), але популярними в Україні учительні євангелія стали в XVI—XVIII століттях. Церковнослов'янський переклад (до 1407) учительних євангелій царгородських патріархів Калліста (1350—54, 1355—62) і Філотея (1354—55, 1362—76) вийшов друком кілька разів (зокрема, 1569 в Заблудові; 1580 та 1595 у Вільнюсі, 1606 у Крилосі). Переклад на староукраїнську (просту, руську) мову видано в Єв'ї під Вільнюсом 1616 року (перевидано з деякими редакційними правками в Києві 1637).
У другій половині XVI ст. з тією ж назвою — учительні Євангелія — в репертуарі української рукописної книги з'явився цілий корпус нових творів, які можна окреслити як учительні Євангелія нового типу, або українські учительні Євангелія. Написані за зразком відомої перекладної пам'ятки, вони, як зазначав В. Перетц, крім плану, не мали з нею нічого спільного. Під старою назвою та за усталеною структурою українські автори «сховали» власні ориґінальні, хоча й анонімні, твори. Їхніми визначальними рисами були, по-перше, характерний тип проповіді, який можна окреслити як «проповідь для люду»; по-друге, мова — роуска, проста, за визначенням самих авторів, якою були перекладено євангельські читання та написано проповіді. Популярний характер проповідей сприяв значному поширенню цих творів, про що свідчить хоча б кількість збережених на сьогодні їхніх рукописних копій — понад сто. Пік популярності «нових» учительних Євангелій припав на кінець XVI — початок XVII ст., у цей час було переписано 58 відсотків джерельного масиву. Проте в активному вжитку, як свідчать покрайні записи, ці пам'ятки залишалися ще протягом усього XVIII, а подекуди й до початку ХІХ ст..
Розвиток Учительних Євангелій XVI—XVIII ст. позначений був переважно впливом польських джерел: «Postyll-i» кальвініста Миколая Рея (1557), а потім також його противника, католика Якуба Вуєка (1573). З понад 100 збережених рукописних учительних євангелій XVI—XVIII ст. понад 30 виявляють впливи М. Рея. Українські учительні євангелія використовували апокрифи (на подобу Вуєка, але не Рея).
Особливо важливі для історії української мови переклади розділів Євангелій на живу мову в учительних євангеліях XVI—XVIII ст. (повного Четвероєвангелія українською мовою ні Православна, ні Греко-католицька Церкви тоді не заохочували до вжитку).
Відоміші учительні євангелія, крім згаданих: Нягівське (1556, зі впливами кальвінізму); Тростянецьке (бл. 1560); священика Андрія з Ярослава (Львів, 1585); зі Скотарського на Закарпатті (1588, проти євангеликів); Почаївського монастиря (XVI ст.); Березнянське (XVI ст., Закарпаття); Катеринославське (1592); Язловецьке (кінця XVI ст.); Тригірське (початку XVII ст.); К. Транквіліона-Ставровецького (друк. 1619, 1696, 1697); о. І. Капишовського з Ортутова (1640); Ладомирівське (XVII ст.), обидва останні з Пряшівщини і зі спільного оригіналу; Я. Флюки (середини XVII ст.); Данилівське (не пізніше 1646, проти протестантів і католиків); о. Яворського і С. Рихвальського, (Рихвальт, 1666); о. С. Тимофієвича з Решетилівки (1670); Ф. Дулишковича (1673); Углянське («Ключ»; кінця XVII ст.); Канівське (кінця XVII ст.); П. Колочавського (1737); І. Прислопського з Камінної на Грибівщині (XVIII ст.) та ін.
У XVIII ст. на підросійській Україні учительні євангелія зникли у зв'язку з русифікацією; дещо пізніше під Польщею — у зв'язку з полонізацією і занепадом Православної Церкви. Але від 1789 року греко-католицькі василіяни в Почаєві почали видавати збірки проповідей на весь рік (за новими польськими зразками), які своєю «простою мовою» нагадували давні учительні євангелія.